# Meniscocephalus foveolatus
Meniscocephalus foveolatus är en stekelart som beskrevs av Hayat 2003. Meniscocephalus foveolatus ingår i släktet Meniscocephalus och familjen sköldlussteklar. Inga underarter finns listade i Catalogue of Life.